# Кійота (район)

43°03′ пн. ш. 141°21′ сх. д. / 43.050° пн. ш. 141.350° сх. д.
Райо́н Кійо́та (яп. 清田区, きよたく, МФА: [kʲijota ku̥], «Чистопольний район») — район міста Саппоро префектури Хоккайдо в Японії. Станом на 1 жовтня 2008 року площа району становила 59,70 км². Станом на 31 березня 2017 населення району становило 115 094 осіб.